# 尤魯 (拉普拉縣)

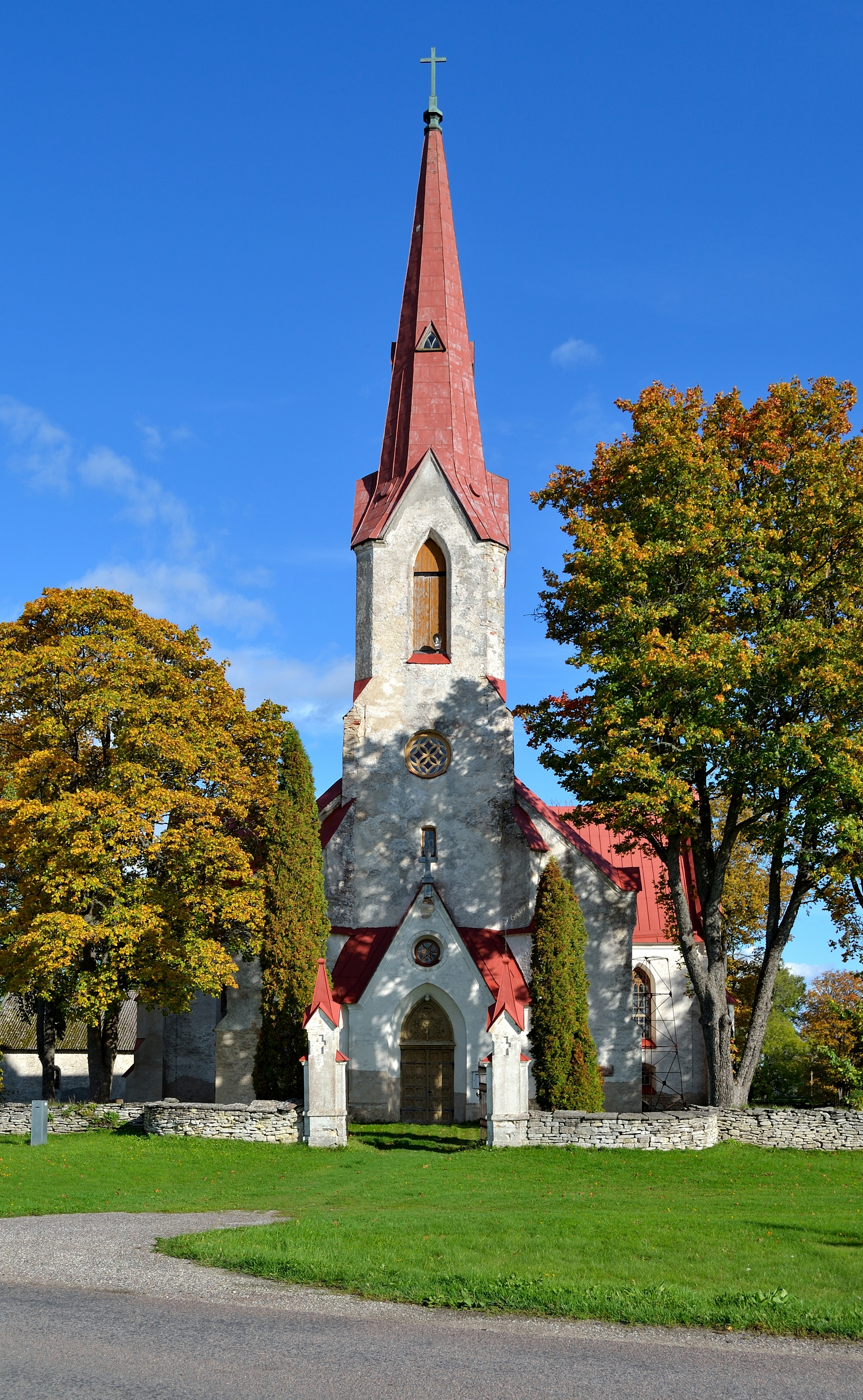
尤鲁教堂

尤魯，是愛沙尼亞拉普拉縣拉普拉市镇内的小鎮，位於該國西部，曾是原尤魯市镇的行政中心，處於首都塔林以南40公里，海拔高度79米，2012年該小鎮人口571。
59°03′38″N 24°57′22″E / 59.06056°N 24.95611°E